# ヨリンデとヨリンゲル
『ヨリンデとヨリンゲル』(Jorinde und Joringel)はグリム童話の中の話の1つ。

## あらすじ
ある森の奥に、昼には猫、夜にはフクロウに姿を変える恐ろしい魔女がいた。その魔女が住む城は強い魔法がかけられていて誰も入ることができず、魔女は城に近付いた若い娘を小鳥に変えて、鳥籠に入れて飼うことを趣味としていた。
その魔女の城から少し離れた所に、ヨリンデという娘とヨリンゲルという若者が住んでいた。その二人は婚約をしていた。
ある日ヨリンデは魔女の城にうっかり近付いてしまい、魔女によって夜鳴きうぐいすに姿を変えられてしまった。それを見ていたヨリンゲルはヨリンデを助けようとしたが城には入れなかった。一人になったヨリンゲルは、羊飼いの仕事をしながら、何とか城に入れないだろうかと機をうかがっていた。
しばらくして、ヨリンゲルは不思議な夢を見た。真ん中が真珠の赤い花を見付けて、その花を持っていると魔女の城に入ることができる。そして、その花で鳥籠を触ると魔法は解け、ヨリンデは元の姿に戻った、という夢だった。目を覚ましたヨリンゲルは、さっそく夢で見た赤い花を探して歩き回り、九日目の朝にようやく見付けることができた。
ヨリンゲルはその花を持って城の中に入り、城を支配していた魔女の力を消し去って、ヨリンデだけでなく小鳥に変えられていた娘たち全員を元の姿に戻してやった。そして、ヨリンデとヨリンゲルは一緒に元の家に帰り、めでたく結婚したのだった。